# Neurochimie
La neurochimie ou neurobiochimie, est la science qui s'intéresse aux phénomènes biochimiques du système nerveux. Elle comprend principalement l'étude des neurotransmetteurs qui assurent la transmission de l'information électrique entre deux neurones. Elle comprend également l'étude d'autres molécules telles que et les neuropeptides qui participent à la physiologie du système nerveux. Ce champ particulier des neurosciences s'attache à examiner l'influence des psychotropes sur les neurones, les synapses et les réseaux neuronaux. Le neurochimiste analyse la biochimie et la biologie moléculaire de composés organiques dans le système nerveux et leurs rôles dans des processus neuronaux incluant la plasticité neuronale, la neurogénèse et la différenciation neuronale.  

## Histoire
Tandis que la neurochimie n'est reconnue comme une science que depuis récemment, l'intérêt pour la chimie du système nerveux remonte au XVIIIe siècle. À l'origine, le cerveau et le système nerveux périphérique étaient pensés comme deux entités à part entière. À partir de 1856, une série de recherches identifie que la constitution des deux entités est pratiquement identique et contredit donc cette idée. Le premier bond en avant dans l'histoire de la neurochimie vient de Johann Ludwig Wilhelm Thudichum (en), pionnier de la « chimie du cerveau », qui émet l'hypothèse que nombre de  maladies neurologiques sont dues à une perte de l'équilibre de molécules dans le cerveau. Il fut également l'un des premiers à croire qu'à travers l'usage de molécules, la grande majorité de ces maladies neurologiques pouvaient être traitées, si ce n'est soignées.  
Dans les années 1950, la neurochimie devient une discipline de recherche scientifique reconnue.   